# آلایگیروو
آلایگیروو (انگلیسی: Alaygirovo) یک شهرک در شهرستان کارماسکالینسکی استان باشقیرستان کشور روسیه است.